# Mariene ecoregio Campbell Island
De Mariene ecoregio Campbell Island (231) (Engels: Campbell Island marine ecoregion) is een biogeografische regio en ligt in het zuidwesten van de Grote Oceaan in de Mariene provincie Subantarctisch Nieuw-Zeeland (62) in het Marien rijk Zuidelijke Oceaan. De mariene ecoregio is vastgesteld door het World Wide Fund for Nature en The Nature Conservancy en is vernoemd naar Campbell Island.
In het noorden grenst het gebied aan de mariene ecoregio Snareseilanden (201) en in het westen aan de mariene ecoregio Auckland Island (232). Naar het noordoosten ligt de mariene ecoregio Zuidelijk Nieuw-Zeeland (200).

## Geografie
De mariene ecoregio ligt in het zuidwesten van de Grote Oceaan rond Campbell Island ten zuiden van Nieuw-Zeeland.

## Biogeografie
Het gebied kent zeeleven dat houdt van arctische temperaturen.